# 原武士
原 武士（はら たけし、1974年3月2日 - ）はチームNECO家のWebプロデューサー。バンド『ニシナガレ』のバンドマスター。福岡県出身。

## 人物
インターネットラジオ『ハラショー』などのラジオ番組のプロデューサー、ディレクター。ネットワークRPGメーカー2000(アスキー)など。まわりからは「たけぽん」という愛称で呼ばれている。

## ラジオ
- つボイノリオの『つボイ＠ラジオ』(ディレクター、出演者)
- 南央美の『央美のZooっといっしょ』
- 山口勝平の『がんばれ！山口少年探偵団』
- DonDokoDon平畠啓史の『のみとも』(ディレクター)
- 山川真太朗の『オーレナイトニッポン』(ディレクター)
- ウェイン町山の『モンドUSA』(ディレクター)
- ダブルダイナマイトの『おしゃべり映画館』(ディレクター)
- 河野真太郎・山川真太朗の『ところでアレはどないですのん』(ディレクター)
- 狐娘の『狐娘楽園』(ディレクター)
- つボイノリオの『つボイ楽耳王』(ディレクター、出演者)
- 樹元オリエ、田中舞、雪室華月の『こむパラ』(プロデューサー)
- 山口勝平の『おサルなレッスン』
- 山口勝平の『消えた臨海学校』
- 『勝平・金谷のディナーショー』(ディレクター)

## 2013年配信のラジオ番組
- 池田憲章、大沼弘幸の『談話室オヤカタ』
- 樹元オリエ、田中舞の『小紫家の人々』
- 池田憲章の『30分一本勝負』
- つボイノリオの『つボイ楽耳王５』
- ニシナガレの『ニシナガレディオ』
- 大沼弘幸アワー『真夜中に聞イテハイケナイ物語』
- せんだるかの『るかるか☆マガジン』

## ゲーム
- ネットワークRPGメーカー2000 (ディレクター)
- 麻雀でポポン！(ディレクター)
- 大戦略・初台駐屯地(ディレクター)
- シューティングスター(ディレクター)　ほか